# Lemberg-Enzyklopädie

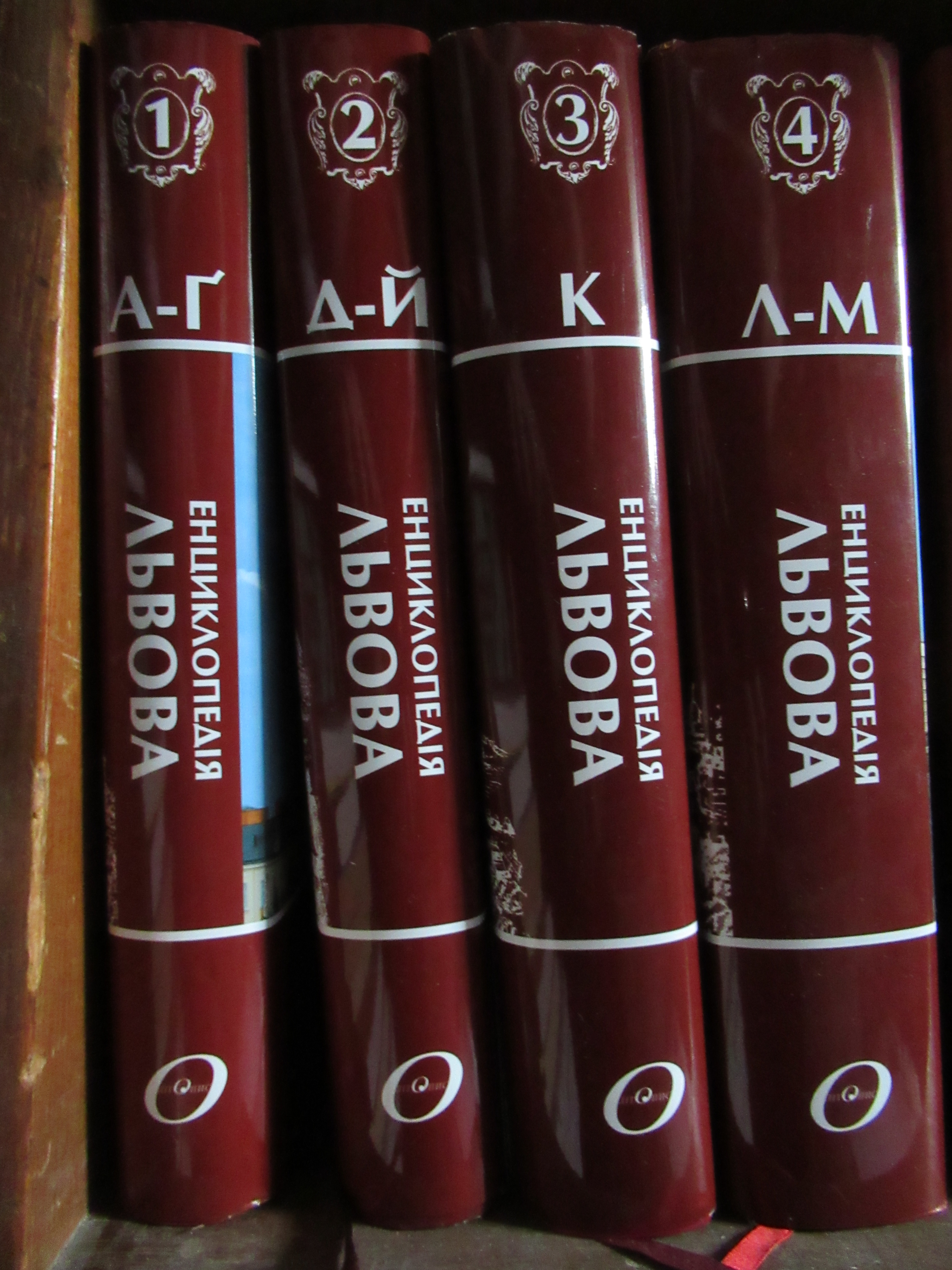
Lemberg-Enzyklopädie (Енциклопедія Львова)

Die Lemberg-Enzyklopädie (ukrainisch Енциклопедія Львова/Encyklopedija L’vova) ist ein auf 8 Bände geplantes, der westukrainischen Stadt Lemberg gewidmetes Nachschlagewerk.
Die Lemberg-Enzyklopädie, auch Encyclopaedia Leopoliensis, die zu den einzelnen Städten der Ukraine gewidmeten ukrainischen Enzyklopädien gehört, erscheint seit 2007 unter der Redaktion von Andrij Kosyzkyj. Erste Überlegungen zu einem solchen Nachschlagewerk gab es bereits 1986 zum 730. Stadtjubiläum und im Vorfeld der großen Feier der Taufe der Kiewer Rus. Erst nachdem die 3-bändige Geschichte Lembergs unter der Federführung von Jaroslaw Isajewytsch 2006 und 2007 erschienen war, wurde auch die Lemberg-Enzyklopädie realisiert. Ihre Artikel gelten Geschichte, Kultur, Wissenschaft, Literatur, Musik, Kunst, Architektur, und in einem vernünftigen Verhältnis Personen, die mit der Stadt verbunden sind. Die Autoren sind rund 200 Fachgelehrte unter anderem aus der Ukraine, Polen, Frankreich, den USA, Kanada. Beteiligt sind über ein Dutzend wissenschaftlicher Forschungseinrichtungen Lembergs. Die jeweils über 600 Seiten starken Bände kommen ohne ergänzende Literaturhinweise aus. Dafür sind sie farbig illustriert und auf Hochglanzpapier gedruckt. Nach dem 4. Band, der 2012 erschienen ist, ist das ambitionierte Projekt der schönsten ukrainischen Städte-Enzyklopädie, die auch mehrere ukrainische Buchpreise erhielt, ins Stocken geraten.